# Страхов, Фёдор Алексеевич
Фёдор Алексе́евич Стра́хов (18 апреля 1861— 7 сентября 1923) — писатель и религиозный мыслитель, музыкант, единомышленник Льва Толстого. Автор нескольких книг на религиозно-философские темы. Родной брат писательницы Л. Авиловой. Жил в Москве на Плющихе в доме 32.

## Биография
Фёдор Страхов родился 18 апреля 1861 года в семье помещика Тульской губернии. Окончив гимназию, поступил на юридический факультет Московского университета. На четвёртом курсе университета под влиянием своего товарища И. М. Клобского увлёкся учением Льва Толстого, стал его частым посетителем и последователем.
Увлёкшись идеями Толстого, оставил университет, написал ряд философских работ в духе учения Льва Толстого. Писатель высоко оценил труды Фёдора Страхова и включил цитаты из них в две свои книги: «Путь жизни» и «Круг чтения». Толстому нравились и импонировали «ясность и кротость» мыслей Страхова.
Страхов разъясняет, развивает и углубляет мировоззрение Льва Толстого, хотя говоря о Страхове, Толстой сказал: «Вся эта моя известность — пуф!.. Вот деятельность Страхова… серьёзна, а моя… — никому не нужна и исчезнет».
В личной жизни и в отношениях с людьми Страхова отличали ясность, глубина, простота, доброта и веселость. Он ровно и одинаково — добро и разумно — относился ко всем. Предаваясь метафизическим размышлениям, он мало занимался исследованием психологических проблем.
В 1910 г. Страхов предложил переговорить с Толстым о содержании и способах составления завещания писателя. Толстой заявил ему о своем нежелании составлять какое-либо завещание: ведь Христос не составлял завещание и не заботился о лирах для сохранения своих мыслей, но, однако, эти мысли не пропали и не затерялись. Страхову эти рассуждения показались интересными, и он опубликовал их в «Петербургской газете».
По воспоминаниям Душана Маковицкого, врача, жившего в Ясной Поляне, Страхов работал над «Сводом» мыслей и идей Толстого, то есть учения о смысле жизни. Летом он должен был навести во всех отделах будущего сборника порядок и создать новые подотделы, работая в яснополянском павильоне. «Только там и можно, того гляди обыск», — сказал он. Цель «Свода» — дать возможность всякому желающему найти мысли Льва Николаевича о том или другом вопросе в одном месте.
Маковицкий также вспоминает: «Лев Николаевич сказал, что если бы его писания заслуживали того внимания, которое им уделяют Чертков и Страхов, то придумать таких двух людей, как они, нельзя было бы. Чертков отдает всё своё время работе. Страхов такого философского ума, религиозно чрезвычайно чуток и притом скромен. Единственно, в чём можно упрекнуть Страхова — что харчи ему на пользу идут».
Страхов также занимался музыкой, играл на рояле и сочинял под псевдонимом Ф. Клекотовский. По воспоминаниям Валентина Федоровича Булгакова: «Страхов занимался еще и музыкой. Он играл на рояле и сочинял. Но музыкантом выдающимся не был». В 1923 году был принят в Союз композиторов. До нас дошло несколько его музыкальных произведений.
«Человек, совершенно непрактичный, но искренне желавший быть полезным людям, он последние годы провел в поселке при станции Донец, Смоленской губернии, в простой крестьянской хате. Его и семью приютил крестьянин Е. И. Пыриков, почтенный человек, который женился на старшей дочери Федора Алексеевича. У зятя Страхова часто собирались крестьяне, интересовавшиеся философскими вопросами, и все более старевший Федор Алексеевич читал им вслух сочинения Толстого, а также свои старые и вновь написанные статьи. Так он жил и умер, окруженный любовью и уважением близких».

## Цитаты
«Если Бог, как предмет нашей веры, выше нашего разумения и мы не можем обнять Его разумом, то из этого еще не следует того, что мы должны пренебрегать деятельностью разума, считая её вредною. Хотя предметы веры, без всякого сомнения, находятся вне круга нашего разумения, выше его, однако разум и по отношению к ним имеет такое важное значение, что мы без него обойтись никак не можем».

«Часто бывает и то, что если мышление и применяется к чему-нибудь, то не к делу искания и распространения истины, а к тому, чтобы во что бы то ни стало оправдать и поддержать обычаи, предания, моды, суеверия, предрассудки».

«Объяснять жизнь человеческую не силою духа, а материальною силою или хотя совместным действием обеих этих сил только потому, что духовная жизнь не может проявляться без материальной поддержки тела (посредством пищи, питья и воздуха), столь же неправильно, сколь неправильно было бы объяснять движение паровоза не напором пара, а движением золотника, заведующего своевременным впусканием пара в цилиндр».

## Сочинения
- Дух и материя. Сборник избранных мест из сочинений, выясняющих вопросы об отношении духа к материи, души к телу и веры к знанию. С отрывками из неизданных произведений и переписки графа Льва Николаевича Толстого, составил Федор Страхов. Изд. «Посредник», М., 1899 240 с.
- Дух и материя (против материализма). Искание истины. Москва, «И. Н. Кушнарев и К», 1904.
- Вопросы жизни: Письма к должностным и частным лицам о христианском отношении к жизни — Christchurch, Hants : Свобод. слово : А. Tchertkoff, 1903. — 79 с.
- По ту сторону политических интересов : [Сб. ст.] — Москва : Посредник, 1907. — 149 с.
- Кто был Иисус Христос? Опровержение догмата личной божественности Иисуса Христа по данным Евангелия. Бургас, 1909.
- Искание истины: (Сборник статей и мыслей) : С вступ. письмом Л. Н. Толстого — Москва : Посредник, 1911. — 132 с.
- «Горе, вам, богатые!» Фёдор Страхов. Журнал «Истинная свобода». Под редакцией Вал. Булгакова и Алексея Сергеенко. № 3, июнь 1920.
- О таинстве Евхаристии. Журнал «Искатель истины». — 1921. — № 2

## Музыка
- Клекотовский, Ф. Старая греза: Романс для сред. голоса с сопровожд. ф.-п.; c.1-e.2 / Слова А. Александрова. — М. : Зейванг, б.г.
- Клекотовский, Ф. Там… наверху… : Романс для сред. голоса с сопровожд. ф.-п.; H-f.2 / Слова А. Гуссаковского. — М. : Зейванг, б.г.
- Клекотовский, Ф. Слезы: Романсъ для средняго голоса с ф.-п. / Слова Н.Пл. Огарева; Муз. Ф. Клекотовскаго. — М. : А. Зейвангъ, б.г.
- Ф. Клекотовский. Яблоня [Ноты]: «Полная сил, ароматная, нежная…» : мелодекламация : [для фортепиано с надписанным текстом] / музыка Ф. Клекотовского; сл. С. В. Потресова. — Москва : [б. и.], [1911]. — 7 с. : ил.